# شيكو (لاعب كرة قدم)
شيكو (بالبرتغالية: Luis Francisco Grando‏) (2 فبراير 1987 في البرازيل - ) هو لاعب كرة قدم برازيلي في مركز الدفاع. لعب مع أتلتيكو باراناينسي وأنطاليا سبور وغازي عنتاب سبور ونادي بالميراس ونادي كوريتيبا وParaná Soccer Technical Center ‏.

## وصلات خارجية
- شيكو على موقع اتحاد تركيا (لاعب) (الإنجليزية)
- شيكو على موقع قاعدة بيانات كرة القدم.إي يو (الإنجليزية)
- شيكو على موقع Soccerway.com (الإنجليزية)
- شيكو على موقع عالم كرة القدم.نت (الإنجليزية)